# Tuercas, Tornillos y Alicates
Tuercas, Tornillos y Alicates es el tercer álbum de la banda bogotana Los Speakers. Grabado con apoyo de la disquera Bambuco, entre julio y agosto de 1967, en él se destacan los covers "Un sorbito de champagne" y "Borracho" de la banda española Los Brincos, y una versión en español de Paperback Writer, llamada "El escritor de novelas", de Los Beatles.
Entre las características musicales particulares del disco, aparecen canciones originales como "Tú eres gente que no encuentra quien te quiera de verdad", de Luis Dueñas, que da cuenta de la experimentación sonora con efectos como el fuzz, muy utilizado en el rock-blues que exploraban The Yardbirds y Cream.
A raíz de la salida de Fernando Latorre, la función de baterista fue asumida por Édgar Dueñas, hermano de Luis, proveniente de Los Flippers. 
El registro conseguiría el segundo disco de oro para la banda. Es el único álbum de Los Speakers calificado profesionalmente por Allmusic: 3 de 5 estrellas.   

## Listado de canciones
| Lado A |                                                                             |                  |          |  |
| N.º    | Título                                                                      | Escritor(es)     | Duración |  |
| 1.     | «Mr. Spaceman» (Versión libre del tema de The Byrds)                        | Jim McGuinn      | 2:15     |  |
| 2.     | «Un sorbito de champagne» (Cover)                                           | Los Brincos      | 2:42     |  |
| 3.     | «Glendora» (Versión libre del tema de Perry Como)                           | Ray Stanley      | 2:45     |  |
| 4.     | «Encuentro en el harlem español» (Versión libre de Spanish Harlem Incident) | Dylan            | 2:01     |  |
| 5.     | «El escritor de novelas» (Cover de Paperback Writer)                        | Lennon-McCartney | 2:12     |  |
| 6.     | «Cantos a las catástrofes No 5»                                             | R. García        | 2:59     |  |
| 14:54  |                                                                             |                  |          |  |

| Lado B |                                                                   |                |          |  |
| N.º    | Título                                                            | Escritor(es)   | Duración |  |
| 1.     | «Borracho» (Cover)                                                | Los Brincos    | 2:12     |  |
| 2.     | «Tu eres gente que no encuentras nunca quien te quiera de verdad» | L. Dueñas      | 2:26     |  |
| 3.     | «Vete ya» (Cover de Los Pekenikes)                                | Sainz-Sequeros | 2:09     |  |
| 4.     | «See see rider» (Versión libre del tema de The Animals)           | Ma Rainey      | 3:24     |  |
| 5.     | «Él era un amigo mío»                                             | H. Monroy      | 2:36     |  |
| 6.     | «Niebla»                                                          | H. Monroy      | 2:14     |  |
| 15:01  |                                                                   |                |          |  |

## Integrantes
- Rodrigo García - Guitarrista, Compositor, Cantante, Pianista, Violinista
- Humberto Monroy - Bajista, Compositor, Cantante
- Oswaldo Hernández - Guitarra
- Luis Dueñas - Guitarra, Voz
- Edgar Dueñas - Baterista